# Klaus-Dieter Petersen
Klaus-Dieter Petersen (Hannover, 6 de noviembre de 1968) fue un jugador de balonmano alemán que jugaba como pivote, destacando en tareas defensivas. Fue uno de los componentes de la Selección de balonmano de Alemania con la que disputó 340 partidos internacionales en los que ha anotó un total de 253 goles, debutando un 21 de noviembre de 1989 contra la selección de la República Democrática Alemana. Es el segundo jugador con más partidos internacionales disputados con la selección alemana tras Frank-Michael Wahl.
A lo largo de sus 14 temporadas en la máxima categoría del balonmano alemán jugó 470 partidos. Una vez retirado pasó automáticamente a ser asistente de Zvonimir Serdarušić en el banquillo del THW Kiel, donde permanecería hasta enero de 2008, momento en el que se hizo cargo de la dirección deportiva del Wilhelmshavener HV.
Jugó un total de cuatro Juegos Olímpicos, siendo el jugador de balonmano alemán con más partidos en los mismos con un total de 28.

## Equipos
Jugador
- GWD Minden (1986-1988)
- VfL Gummersbach (1988-1993)
- THW Kiel (1993-2005)

Entrenador
- Wilhelmshavener HV (2008-2010)
- Eintracht Hildesheim II (2010-2012)
- TSV Altenholz (2012-)

## Palmarés
- Bundesliga  1991, 1994, 1995, 1996, 1998, 1999, 2000, 2002, 2005
- Supercopa de Alemania 1995, 1998
- Copa de Alemania 1998, 1999, 2000
- Copa EHF  1998, 2002, 2004